# Тиволи, Серафино де
Серафино Де Тиволи (итал. Serafino De Tivoli; 22 февраля 1825, Ливорно — 1 ноября 1892, Флоренция) — итальянский живописец-пейзажист группы Маккьяйоли, которого часто называют «отцом маккья» в знак признания его решающего влияния на новаторское творчество членов группы.

## Биография
Серафино Де Тиволи родился в Ливорно (Тоскана) в 1825 году (в устаревших источниках называется 1826 год). Он был первым сыном Абрамо Самуэля и Фортунаты Моро. В 1836 году он переехал с семьёй во Флоренцию. После изучения литературы в религиозной частной школе, которую он посещал вместе со своим младшим братом Феличе, он начал обучение рисунку и живописи у Карло Марко Старшего.
В 1848 году Серафино сражался тосканским добровольцем на стороне Гарибальди в борьбе за Рисорджименто (объединение Италии) и внёс свой вклад в 1849 году в защиту Римской республики. Вернувшись во Флоренцию, он был одним из первых, кто начал посещать флорентийское кафе «Микеланджело» (Caffè Michelangiolo), где он быстро стал завсегдатаем и проводил часы, обсуждая политические и художественные темы с другими художниками, особенно с теми, которые стали членами художественной группы Маккьяйоли. Он особенно сблизился с Телемако Синьорини, Вито Д’Анкона и карикатуристом Анджоло Трикка. В эти годы Серафино сосредоточился на живописи пейзажа с натуры, на пленэре, в основном в сельской местности Тосканы. С этой целью он в 1853 году вместе с другими художниками основал «Scuola di Staggia» (по названию местности в Тоскане), где художники встречались для сеансов живописи на открытом воздухе, часто изображая один и тот же мотив и экспериментирую в области живописной техники.
В 1855 году он показал свои работы на выставке «Società Promotrice di Belle Arti», и в том же году он отправился в Париж на Всемирную выставку, где был впечатлён картинами живописцев барбизонской школы. Он увидел в «натурности» их творческого метода и светотеневых эффектах средство обновления искусства. По возвращении во Флоренцию Серафино поделился своим энтузиазмом с друзьями в кафе «Микеланджело», которые быстро переняли и развили его идеи, и с которыми он, по сути, начал движение Маккьяйоли.
В 1862 году Серафино Де Тиволи участвовал в выставке «Promotrice di Firenze» восемью работами, затем уехал в Лондон, где воссоединился со своим братом и стал учителем живописи у богатого англичанина. В 1873 году он был в Париже, где часто посещал художников Café Guerbois, которые вскоре после этого основали движение импрессионистов. Он познакомился с такими художниками, как Тиссо и Писсарро, и стал другом Эдгара Дега. Он также общался с Джованни Больдини, Джузеппе Де Ниттисом, Федерико Дзандоменеги, Кристиано Банти и его другом Вито Д’Анкона, который уже переехал в Париж в 1867 году. В 1879 и 1881 годах он выставлял свои картины в Парижском салоне.
Признавая влияние, которое он оказал на своих коллег — флорентийских художников, Телемако Синьорини назвал его «отцом маккья». Эти годы (1856—1862) принесли его лучшие работы.
На Всемирной выставке в Париже в 1889 году он получил бронзовую медаль. После участия в выставке в Галерее Брера в Милане, проводимой раз в три года, он попал в еврейский хоспис во Флоренции, где и умер 1 ноября 1892 года.

## Галерея

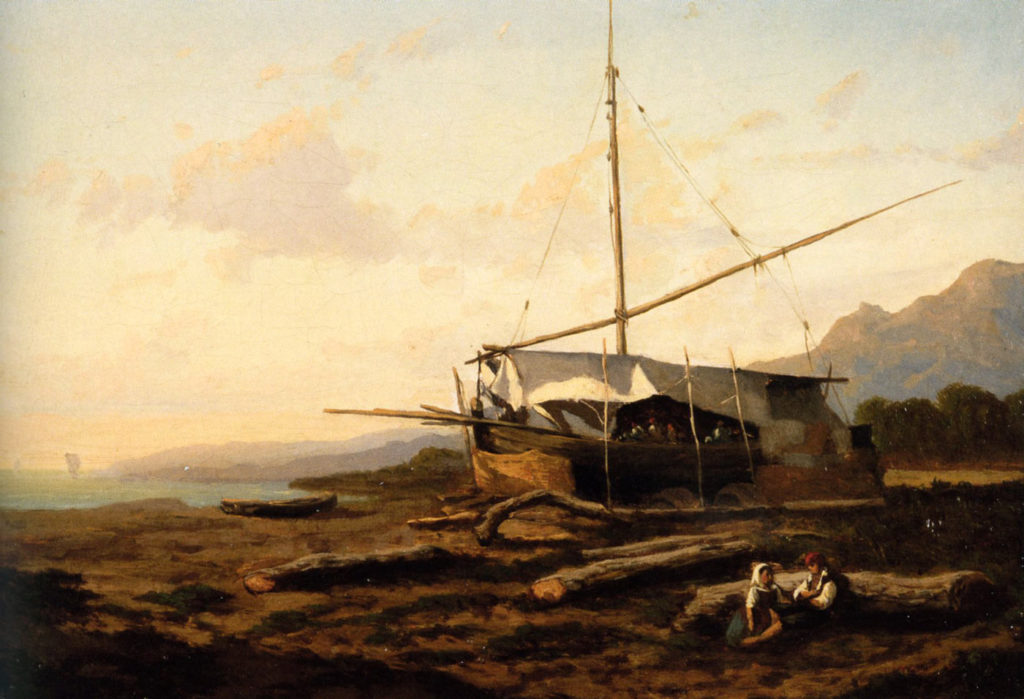
Mорской пейзаж с рыбаками. 1858. Холст, масло. Частное собрание
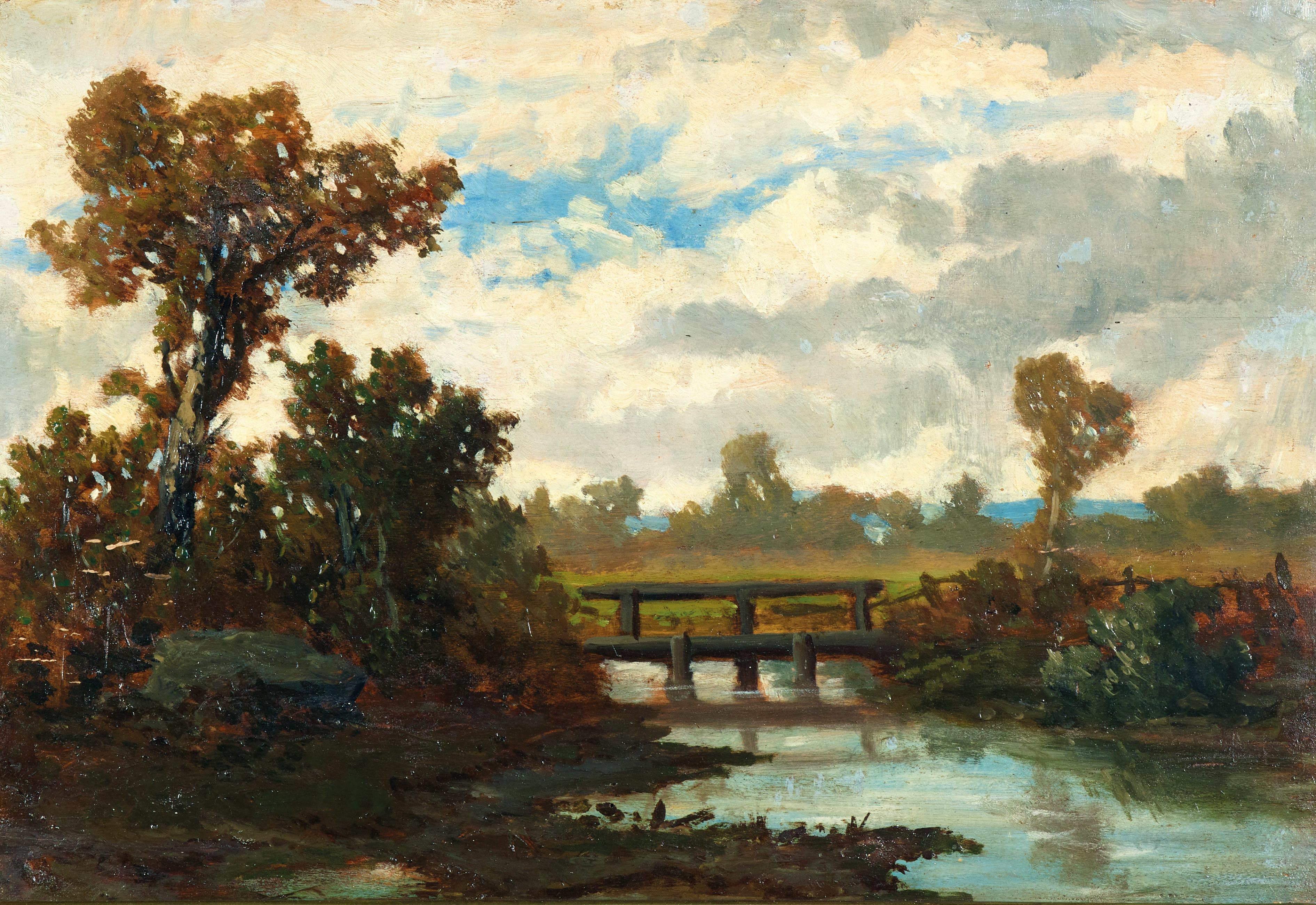
Деревянный мостик. 1892. Дерево, масло. Частное собрание
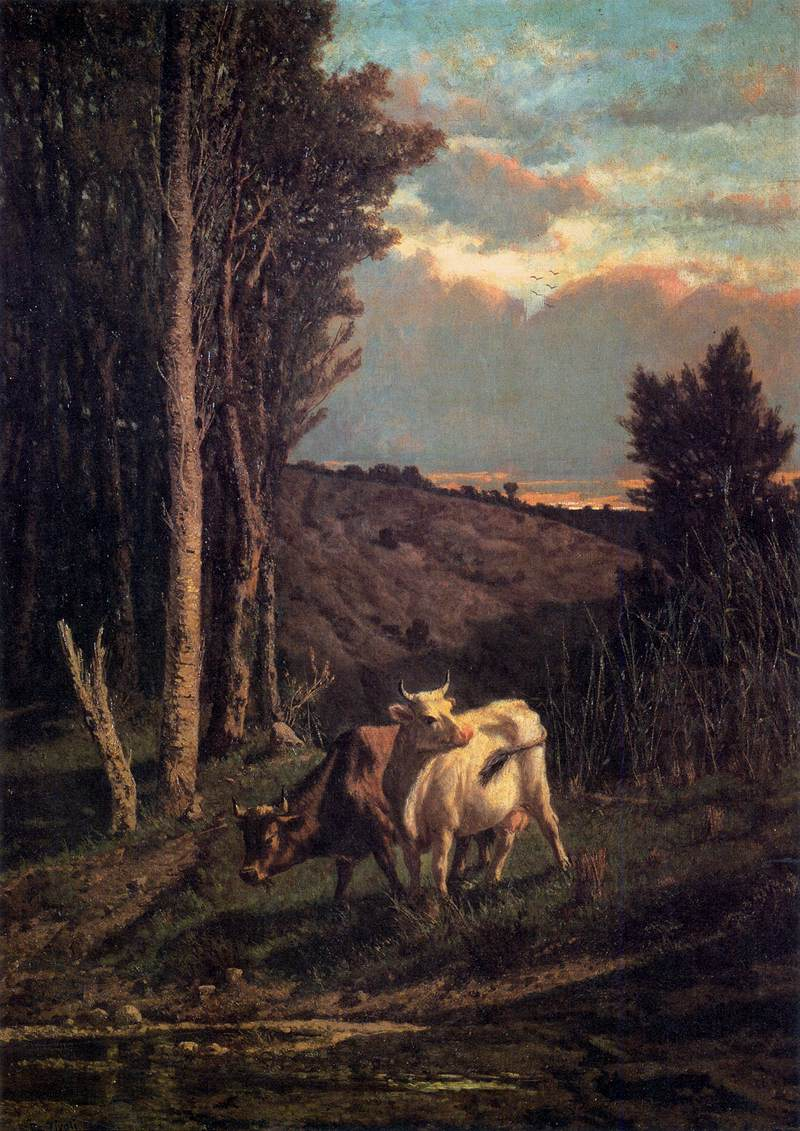
Пастбище. Ок. 1859. Холст, масло. Палаццо Питти, Флоренция
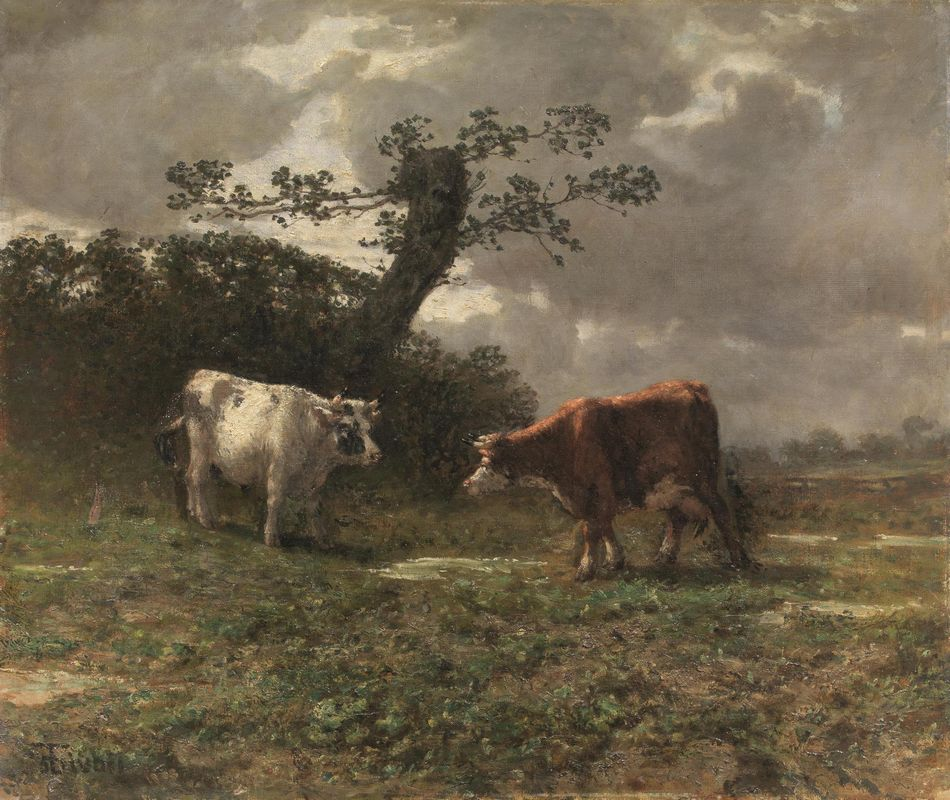
Деревенский пейзаж. Ок. 1892. Холст, масло. Частное собрание
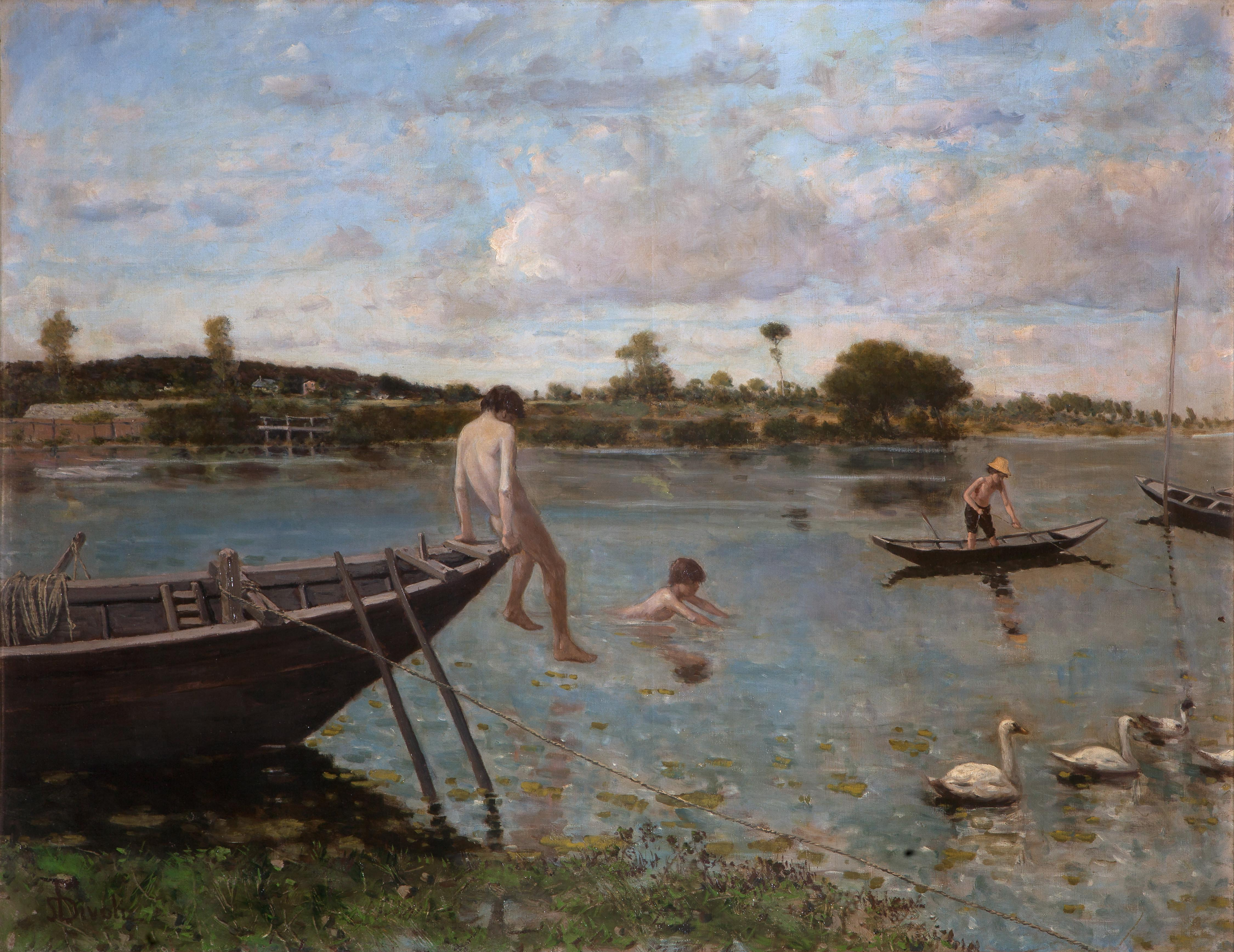
Старая плотина в Буживале. Между 1878 и 1880. Холст, масло. Частное собрание